# Agrostis drummondiana
Agrostis drummondiana là một loài thực vật có hoa trong họ Hòa thảo. Loài này được (Steud.) Vickery mô tả khoa học đầu tiên năm 1941.